# Urodesmus serratus
Urodesmus serratus är en mångfotingart som beskrevs av Karl Wilhelm Verhoeff 1936. Urodesmus serratus ingår i släktet Urodesmus och familjen fingerdubbelfotingar. Inga underarter finns listade i Catalogue of Life.